# Hochschule für Musik Freiburg

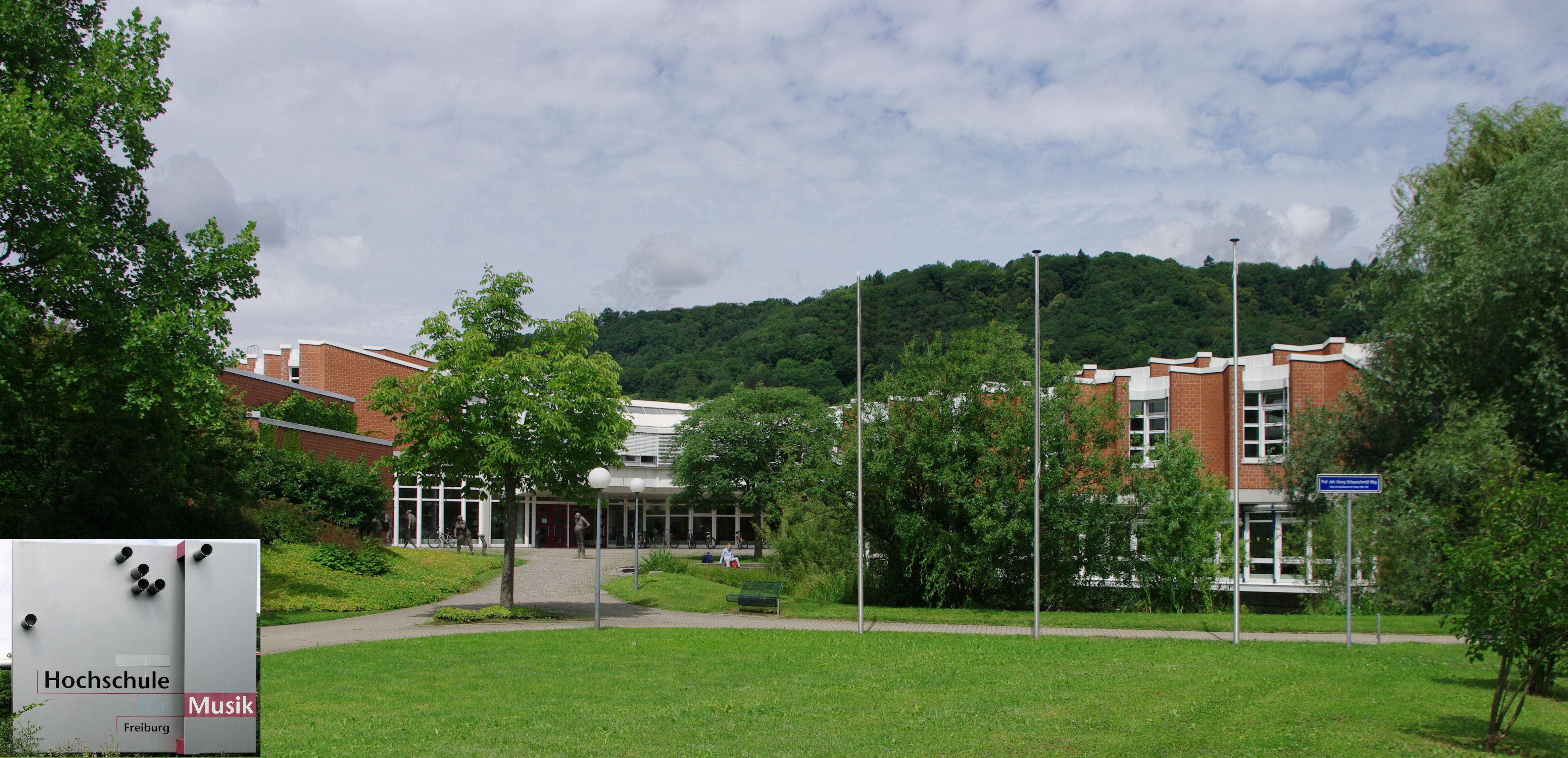
Hochschule für Musik Freiburg

De Hochschule für Musik Freiburg opgericht in 1946 is een door de Duitse deelstaat Baden-Württemberg gefinancierde hogeschool voor wetenschappelijk research en artistieke en pedagogische opleiding in het vak muziek in Freiburg im Breisgau.

## Geschiedenis
De hogeschool voor muziek in Freiburg im Breisgau werd door de international gerenommeerde fluitist Gustav Schenk opgericht. Het was ondergebracht in twee huizen in het historisch centrum vlak bij de hoofdkerk van onze lieve vrouw of beter het Freiburger Münster. Onder de studenten waren vele bekende musici, onder wie de tenor Fritz Wunderlich. Als docenten werkten er bekende instrumentalisten en pedagogen zoals Harald Genzmer, Aurèle Nicolet, Ulrich Koch, Wolfgang Marschner, Ludwig Doerr, Carl Seemann, Erich Doflein, Elma Doflein en Edith Picht-Axenfeld. In 1984 werd er een nieuw gebouw betrokken, dat in het oosten van de stad gelegen is en inmiddels twee keer uitgebreid werd. 
In 1954 richtte Wolfgang Fortner aan de hogeschool het instituut voor nieuwe muziek op, dat toen pionierswerk deed. Het kwam tot een samenwerking met het elektronisch experimenteel-studio van de Heinrich-Strobel-Stichting in het studio van de Südwestfunk, nu Südwestrundfunk (SWR), in Freiburg im Breisgau. Het instituut voor nieuwe muziek werd van Klaus Huber overgenomen en verder uitgebreid. Nu staat het onder leiding van Mathias Spahlinger.

## Tegenwoordig
Sinds herfst 2005 bestaat er in het nieuw opgerichte Freiburger Institut für Musikermedizin een samenwerking met de Medisch centrum van de universiteit (Universitätsklinikum) Freiburg im Breisgau. Een doel is het research van de wisselwerkingen bij het uitoefenen van muziek met de gezondheid. De resultaten wil men voor de opleiding gebruiken en een specifieke therapie en verzorging van patiënten mogelijk maken.  
Er bestaan contacten en uitwisselingsprogramma's met buitenlandse conservatoria zoals de Белорусская государственная академия музыки (Staats-academie voor muziek Wit-Rusland) in Minsk, de Eastman School of Music in Rochester (New York), de Akademia Muzyczna im. Fryderyka Chopina Frédéric Chopin Muziekacademie in Warschau, de University of Arts in Kyoto en het Sydney Conservatorium of Music afdeling van de Universiteit van Sydney in Sydney.
Alle drie jaren werd er binnen de hogeschool voor muziek de Internationale viool-wedstrijd Louis Spohr gehouden. In de orkesten en ensembles (symfonieorkest, koor, kamerorkest, slagwerk-ensemble en opera) werden de studenten met hun latere beroepspraktijk vertrouwd gemaakt. Het zeer hoge niveau van de opleiding is terug te horen via de intussen wereldberoemde ensembles zoals het Freiburger Barockorchester of het "Ensemble Recherche", die vanuit de Hochschule für Musik Freiburg ontstaan zijn.

## Bekende docenten en studenten
- Ludwig Doerr
- Elma Doflein
- Erich Doflein
- Lukas Fels
- Harald Genzmer
- Stanislav Heller
- Ernst Horn
- Klaus Huber
- Ulrich Koch
- Dieter Klöcker
- Rainer Kussmaul
- Vitalij Margulis
- Wolfgang Marschner
- Gerbert Mutter
- Miriam Nastasi
- Aurèle Nicolet
- Rüdiger Nolte
- Edith Picht-Axenfeld
- Anthony Plog
- Wolfgang Rom
- Gustav Schenk
- Hans Ludwig Schilling
- Carl Seemann
- Carl Ueter
- Fritz Wunderlich
- Hans Zender